# Boyinahalli, Bangarapet
Boyinahalli là một làng thuộc tehsil Bangarapet, huyện Kolar, bang Karnataka, Ấn Độ.